# Dos de la mafia
Dos de la mafia (en italiano: I due mafiosi) es una coproducción italiana y española dirigida por Giorgio Simonelli y protagonizada por el dúo cómico Franco Franchi y Ciccio Ingrassia, de género comedia.

## Reparto
- Franco Franchi: Franco
- Ciccio Ingrassia: Ciccio
- Aroldo Tieri: Comm. Dupont
- Gino Buzzanca: Don Calogero Sparatore
- Misha Auer: Mischa
- José Riesgo: Don Fifì
- Moira Orfei: Claudette
- Silvia Solar: Clementine
- Isabella Biagini: Jacqueline